# Бета1 Стрільця
Бета1 Стрільця, латинізоване від β1 Стрільця, — подвійна зоряна система в зодіакальному сузір'ї Стрільця  поряд з південним кордоном сузір'я Телескоп. Яскравіший первинний має назву Arkab Prior [ˈɑrkæb ˈpraɪər], традиційна назва системи. Його видно неозброєним оком із сукупною видимою зоряною величиною +4,01. На основі річного зсуву паралакса 10,40 як видно із Землі, він розташований приблизно на 310 світлових років від Сонця. На відстані зоряна величина Бети¹ Стрільця візуально зменшується на коефіцієнт згасання 0,17 через міжзоряний пил.
Пара зірок, що складають цю систему, має кутовий розрив 28,3  кутових секунд з орієнтовним фізичним відривом приблизно 3290 AO. Основна, Бета1 Стрільця A, є зіркою головної послідовності типу B із зоряною класифікацією B9 V. Близько 95% свого життєвого циклу проходить на головній послідовності. Зірка приблизно в 3,7 рази більша за масу Сонця і в 2,7  рази більша за радіус Сонця. За оцінками, це 224  мільйонів років і обертається з прогнозованою швидкістю обертання 85 км/с.  Зірка випромінює свою фотосферу в 324  рази більшу за яскравість Сонця при ефективній температурі 11960 К. 
Супутник, Бета1 Стрільця B, є зіркою головної послідовності типу A з величиною 7,4 і класом A5 V. Вона має радіус Сонця в 1,89  разів і, можливо, обертається швидше, ніж первинний з прогнозованою швидкістю обертання 140 км/с. 